# 贝内代托·卡伊罗利
贝内代托·卡伊罗利（義大利語：Benedetto Cairoli；1825年1月28日—1889年8月8日），是意大利王国时期政治家。卡伊罗利曾在加里波第领导下参与意大利统一运动，意大利建国后他作为左翼领袖两次组阁出任总理。